# Réserve nationale de Samburu
Pour les articles homonymes, voir Samburu.
La réserve nationale de Samburu (165 km2) borde les rives de la rivière Ewaso Ng'iro dans le centre du Kenya. Elle est limitrophe de la réserve de Buffalo Springs et voisine avec celle de Shaba.

## Géographie
Avec un climat semi-toride, les paysages de Samburu sont dominés par les broussailles et les petits acacias parasols acacia tortilis. La rivière est bordée de majestueux acacias elatior ainsi que par les palmiers dooms. C'est l'une des plus belles réserves du Kenya, les animaux se concentrent près de la rivière, le parc est le plus beau à Noël et en juin juste après la saison des pluies : c’est à ce moment-là que le parc est tout vert et qu’il y a le plus d’animaux. Il est assez facile de voir les lions tout comme les guépards et en fin d’après-midi il est possible parfois d’apercevoir un léopard.

## Faune
Plusieurs espèces rares peuplent cet endroit peu fréquenté : le zèbre de Grévy, l'antilope girafe, l'autruche de Somalie, la girafe réticulée, l'oryx beisa et la pintade vulturine. Des hippopotames viennent y séjourner après la saison des pluies et des lycaons peuvent y être de passage. Le principal problème est la forte concentration d’éléphants qui ruine la végétation.
On trouve également les animaux classiques comme l'impala, le cobe à croissant, le zèbre de Burchell, la gazelle de Grant, le buffle et l'éland du Cap y est parfois de passage.

## Galerie

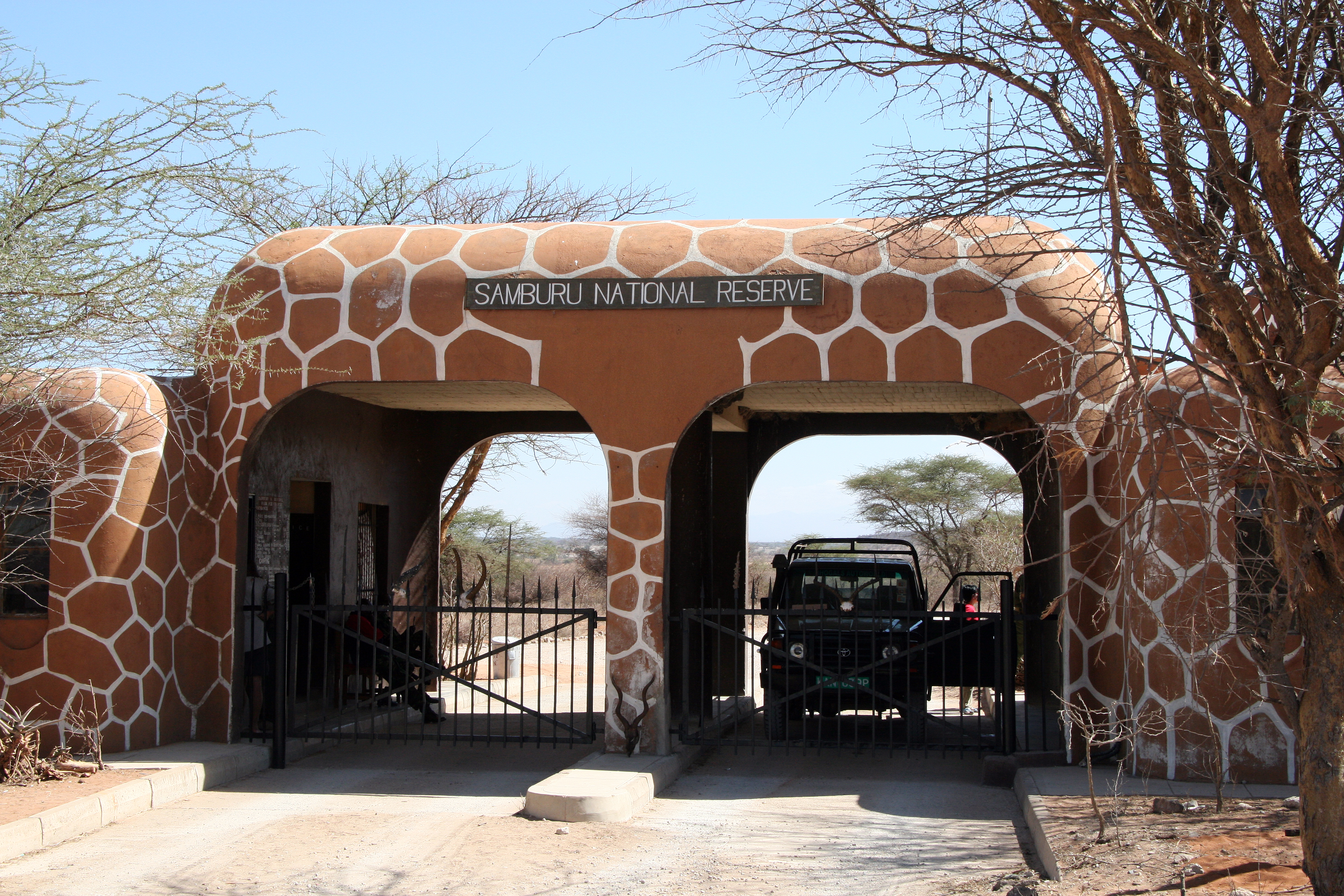
Entrée de la réserve nationale de Samburu
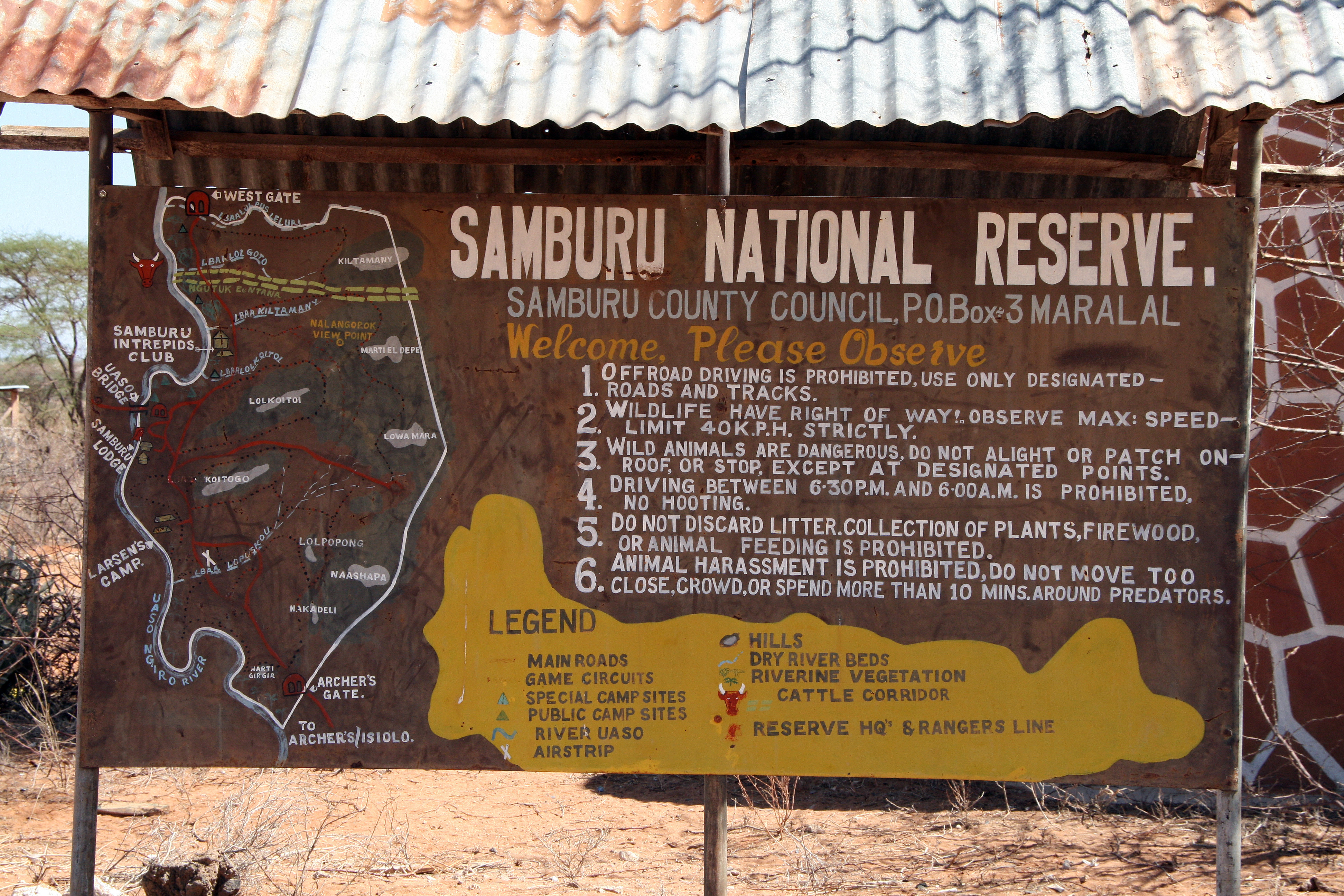
Règles sur la réserve nationale de Samburu
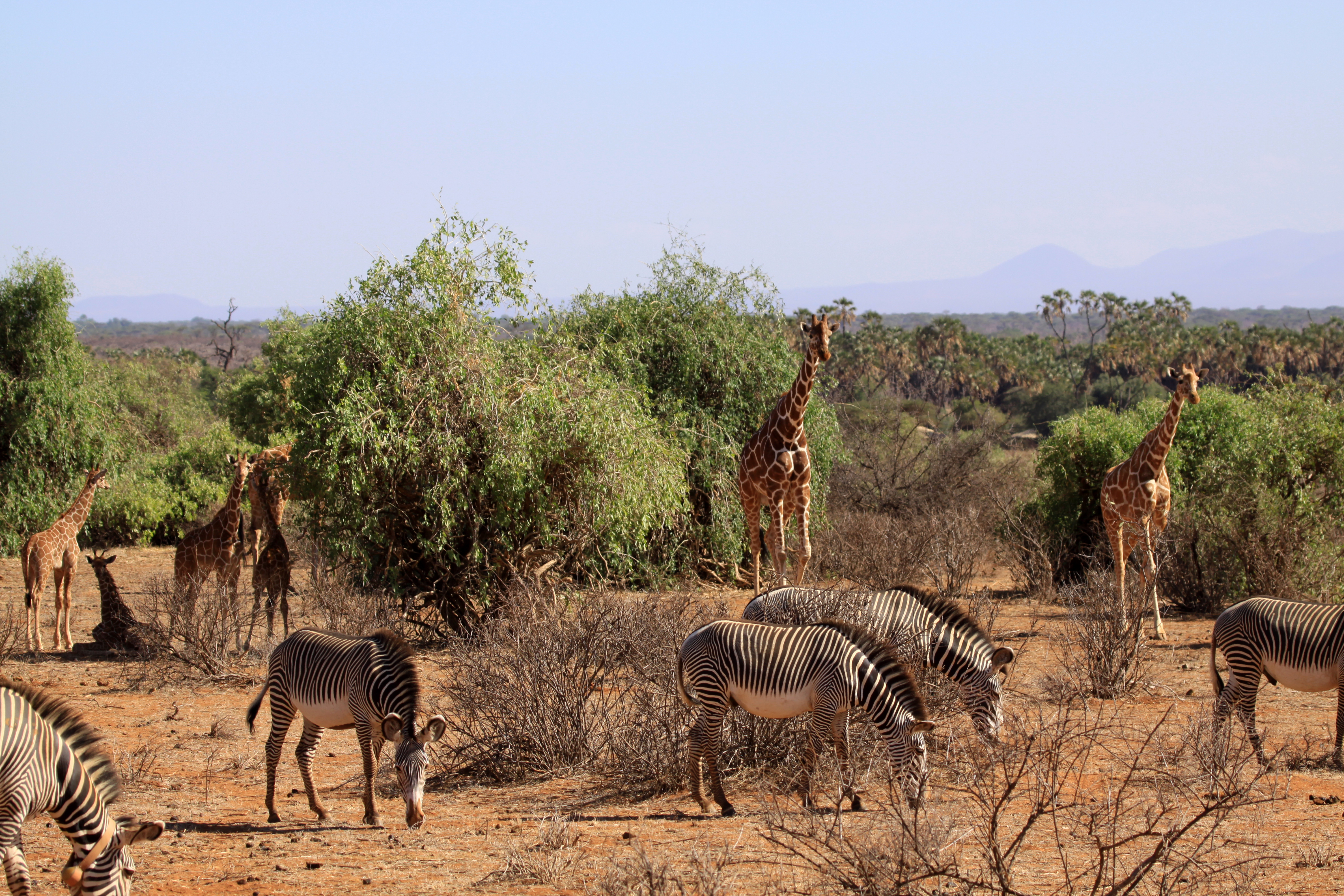
Faune de la réserve nationale de Samburu
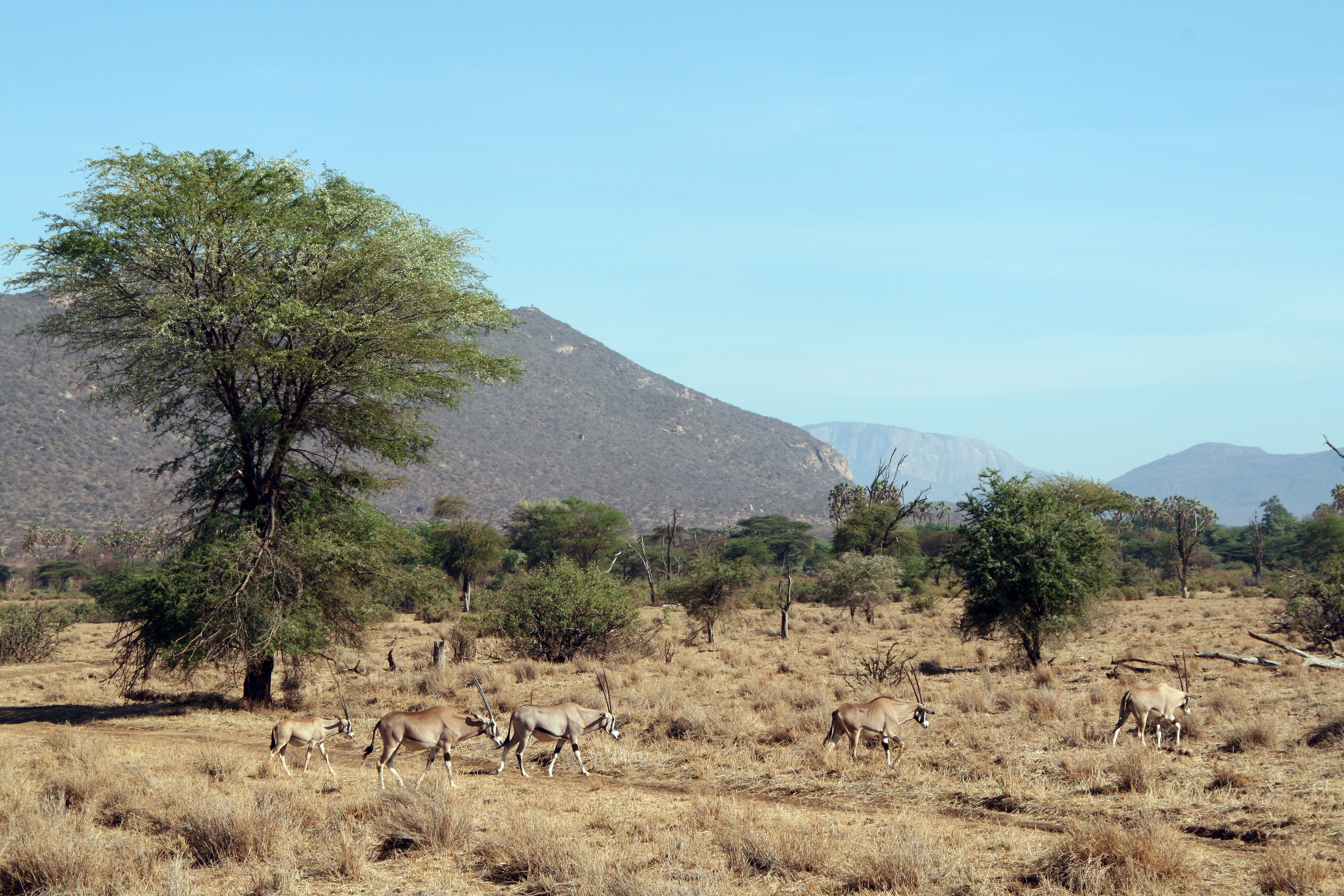
Paysage de la réserve nationale de Samburu
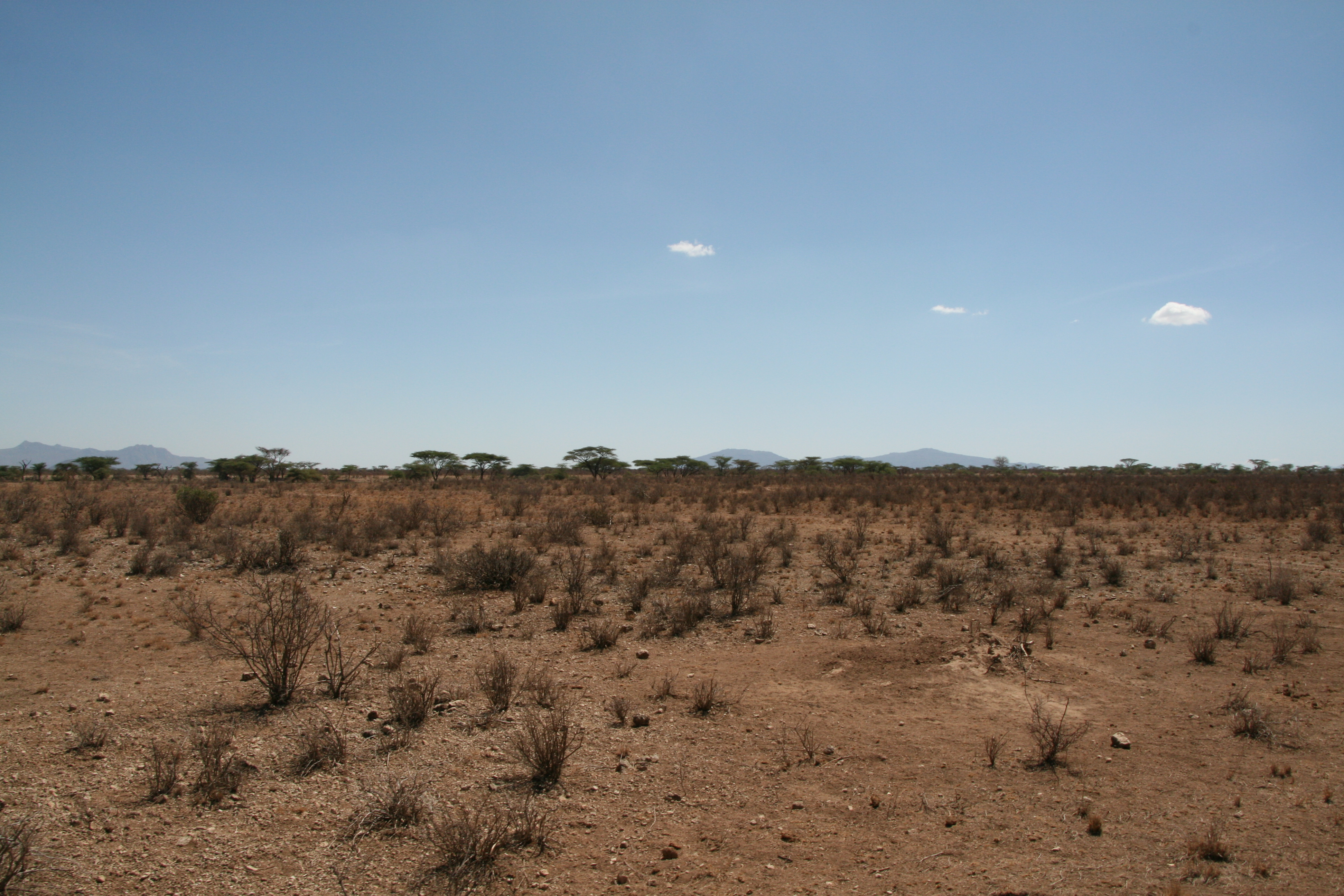
Paysage de la réserve nationale de Samburu
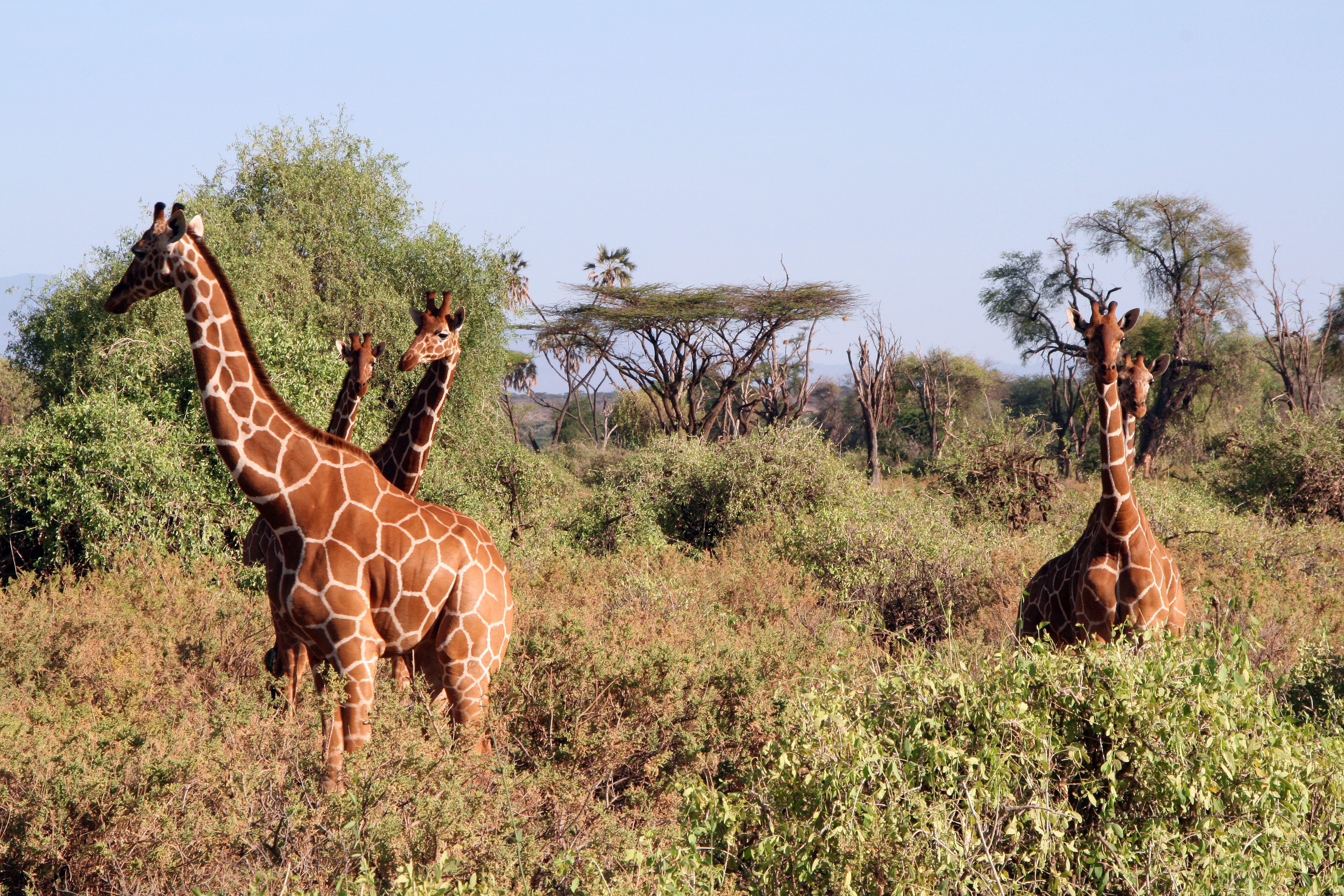
Girafes réticulées dans la réserve nationale de Samburu
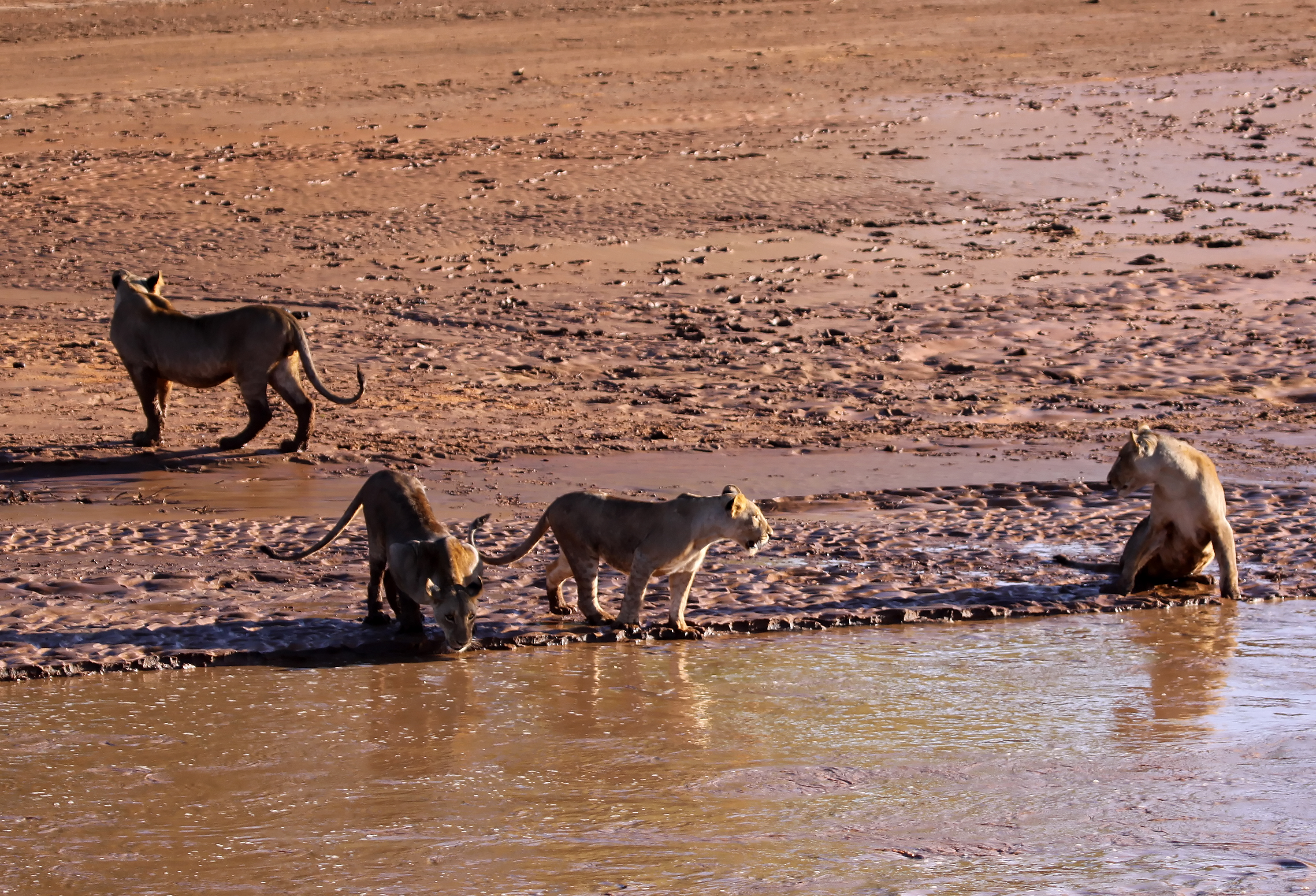
Lionnes à la rivière Ewaso Ngiro dans la réserve nationale de Samburu